# Florenreich

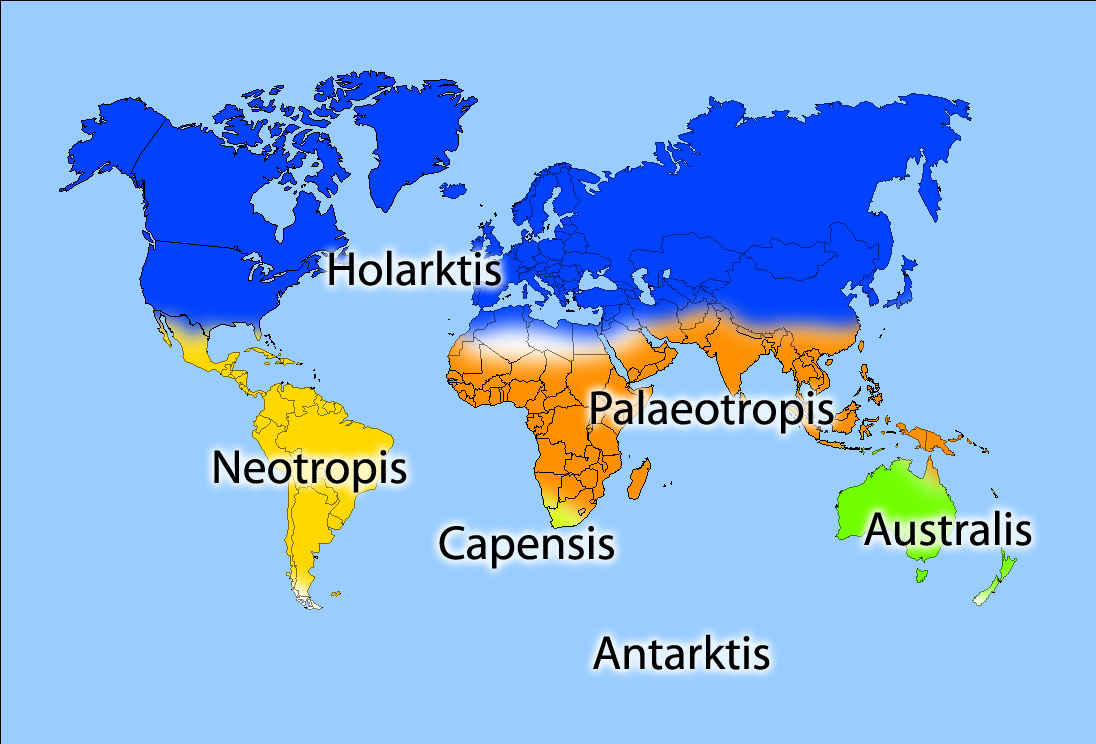
Die Florenreiche

Ein Florenreich ist in der Biogeographie eine Region, die sich durch eine eigenständige Flora auszeichnet. Eine große Anzahl von Pflanzensippen kommt nur dort vor. Zur Abgrenzung der einzelnen Florenreiche voneinander werden die Begriffe Florenkontrast und Florengefälle benutzt: Das Auftreten von Pflanzenarten wird in Beziehung gesetzt zur Entfernung der untersuchten Gebiete. An der Grenze zweier Florenreiche ändert sich die Flora über kurze Distanzen sehr stark. Dieser selbständige Charakter der Floren ist durch eine unabhängige Entstehungsgeschichte (Phylogenese) der Pflanzenwelt bedingt und umfasst somit auch Pflanzensippen von hohem taxonomischen Rang (Familien, Gattungen), die in keiner anderen Gegend vorkommen. Diese Taxa bezeichnet man als Florenelement der jeweiligen pflanzengeographischen Einheit.
Als Florengrenzen wirken oftmals natürliche Grenzen bzw. Barrieren wie zum Beispiel Hochgebirge, Ozeane oder Wüsten, die eine Ausbreitung der Pflanzensippen verhindern. Wenn diese Grenzen besonders alt und wirksam sind, also länger eine individuelle Evolution stattfinden konnte, ist der Kontrast der jeweiligen Flora anderen gegenüber umso ausgeprägter.
Unterscheidungen einzelner Gebiete mit eigenständiger Flora sind auch im Kleinen an vielen Stellen möglich. Die Florenreiche sind die größten floristischen Einheiten, mit großräumiger Gliederung. Sie können weiter in flächenmäßig kleinere Einheiten unterteilt werden. Dazu werden sie in Florenregionen, -provinzen, -bezirke und -distrikte untergliedert.
Nicht zu verwechseln sind diese Unterteilungen nach Flora mit denjenigen, die sich an der Vegetation, das heißt an charakteristischen Pflanzenformationen, orientieren. So kommen etwa die Bromelien (außer einer einzigen Art, Pitcairnia feliciana in Westafrika) nur im Florenreich der Neotropis vor (in Südamerika), dort allerdings in der Vegetationszone der immergrünen Regenwälder, der wechselfeuchten Wälder, auch in Savannen und Grasländern. In anderen tropischen Regionen fehlen sie, obwohl die Vegetation ganz ähnlich ist: Die Florengrenzen verhindern eine Ausbreitung nach Afrika und Asien.

## Florenreiche und charakteristische Florenelemente
Man unterscheidet auf der Erde sechs kontinentale Florenreiche sowie ein ozeanisches Florenreich:
- Holarktis – gesamte außertropische Nordhalbkugel: Apiaceae, Betulaceae, Fagaceae, Ranunculaceae, Rosaceae; Acer, Carex, Pinus.
- Paläotropis – „Tropen der alten Welt“: Afrika südlich der Sahara (ohne südlichste Spitze), Indien, (Ozeanien). Didiereaceae, Dipterocarpaceae, Nepenthaceae, Pandanaceae; Aloe, Nypa.
- Neotropis – „Tropen der neuen Welt“: Südamerika (ohne südlichste Spitze) und Mittelamerika. Bromeliaceae, Cactaceae, Cannaceae, Cyclanthaceae, Malpighiaceae; Agave, Anthurium, Fuchsia, Passiflora.
- Australis – der Kontinent Australien, inklusive Tasmanien. Casuarinaceae, Goodeniaceae, Myoporaceae, Stylidiaceae, Xanthorrhoeaceae; Styphelioideae (ehemals Epacridaceae, nach neueren Erkenntnissen Ericaceae); Acacia, Banksia, Eucalyptus, Brunonia.
- Antarktis – Antarktika, subantarktische Inseln wie zum Beispiel Kerguelen, Südspitze Südamerikas, Südwesten von Neuseeland. Acaena, Azorella, Griseliniaceae, Nothofagus.
- Capensis – umfasst nur die Kapregion in Südwestafrika. Keine Palmen, Aizoaceae, Bruniaceae; Erica, Freesia, Pelargonium, Protea
- Ozeanisches Florenreich – kontinentalferne Inseln im Bereich der Weltmeere, insbesondere im Pazifik. Das Ozeanische Florenreich wird von manchen Autoren zur Paläotropis gerechnet.